# Victoria (stanice metra v Londýně)
Victoria je stanice londýnského metra, otevřená 24. prosince 1868. Stanice metra leží pod stejnojmenným nádražím National Rail, které bylo otevřeno 1. října 1860.
Stanice metra se nachází na linkách:
- Circle Line – mezi stanicemi Sloane Square a St. James's Park
- District Line – mezi stanicemi Sloane Square a St. James's Park
- Victoria Line – mezi stanicemi Pimlico a Green Park.

| Rok  | Počet cestujících |
| ---- | ----------------- |
| 2011 | 82,25 mil.        |
| 2012 | 82,96 mil.        |
| 2013 | 84,58 mil.        |
| 2014 | 86,73 mil.        |